# Louisa Connolly-Burnham
Louisa Sarah Anne Connolly-Burnham (ur. 23 czerwca 1992 w Solihull) – brytyjska aktorka. Grała m.in. w serialach Wolfblood i Tajemnice domu Anubisa.

## Filmografia
- 2007: Z górki jako dziewczyna ze szkoły (nie uwzgl. w napisach)
- 2008: Morderstwa w Midsomer jako młoda Lou (serial, 1 odc.)
- 2011: Little Crackers jako Susan Butler (serial, 1 odc.)
- 2012-2014: Wolfblood jako Shannon Kelly (serial, 39 odc.)
- 2013: Tajemnice domu Anubisa jako Willow Jenks (serial, 41 odc.)
- 2014: Z pamiętnika położnej jako Avril Fox (serial, 1 odc.)
- 2015: Up All Night jako Clara
- 2016: Śmierć pod palmami jako Kim Sweeney (serial, 1 odc.)
- 2016: Drifters jako Sienna (serial, 1 odc.)
- 2016: Na sygnale jako Penny Levitt (serial, 1 odc.)